# گرنت سیتی (میزوری)
گرنت سیتی (به انگلیسی: Grant City) یک شهر در ایالات متحده آمریکا است که در شهرستان ورت، میزوری قرار دارد. گرنت سیتی ۳٫۴۴ کیلومتر مربع مساحت و ۸۵۹ نفر جمعیت دارد.